# Mai 1676

## Naissances
2 mai
- Henri de La Tour-Châtillon de Zurlauben, militaire suisse

7 mai
- Pietro Giannone (mort le 17 mars 1748), historien et juriconsulte italien

20 mai
- Serafino Cenci (mort le 24 juin 1740), cardinal italien

23 mai
- Johann Bernhard Bach (mort le 11 juin 1749), compositeur allemand

28 mai
- Charles Grimminck (mort le 12 novembre 1728), prêtre catholique, mystique et écrivain spirituel flamand
- Jacopo Riccati (mort le 15 avril 1754), physicien et mathématicien italien

29 mai
- Nicolas Boindin (mort le 30 novembre 1751), écrivain et auteur français

## Décès
3 mai
- François de La Fayette (né vers 1590), ecclésiastique qui fut évêque de Limoges

7 mai
- Henri Valois (né le 10 septembre 1603), philologue et historien français

22 mai
- Henri Louis d'Aloigny, militaire français

23 mai
- Domenico Maroli (né en 1612), peintre vénitien

24 mai
- Federico Sforza (né le 20 janvier 1603), cardinal italien

27 mai
- Paul Gerhardt (né le 12 mars 1607), théologien luthérien et poète allemand

## Évènements
1er mai
- Charles de Faultrier du Fay est assiégé à Philippsburg

3 mai
- Auguste d'Anhalt-Plötzkau

5 mai
- 11 navires de guerre hollandais sous le commandement de l'amiral Binckes reprennent Cayenne

7 mai
- Antonio Sartorio devient vice-maître de chapelle de Saint-Marc

8 mai
- Cornelis Tromp est nommé amiral général de la flotte danoise

11 mai
- Jacob Blanquet de la Haye assiste au siège de Bouchain

20 mai
- Décret incorporant Noisy-le-Roi au domaine royal

22 mai
- L'Église Saint-Paul-Saint-François-Xavier de Bordeaux est consacrée

25 et 26 mai
- Bataille de Jasmund

30 mai
- Joseph Oriol est ordonné prêtre
- Jean Dominique Lucchesi est ordonné prêtre